# Halkkörning

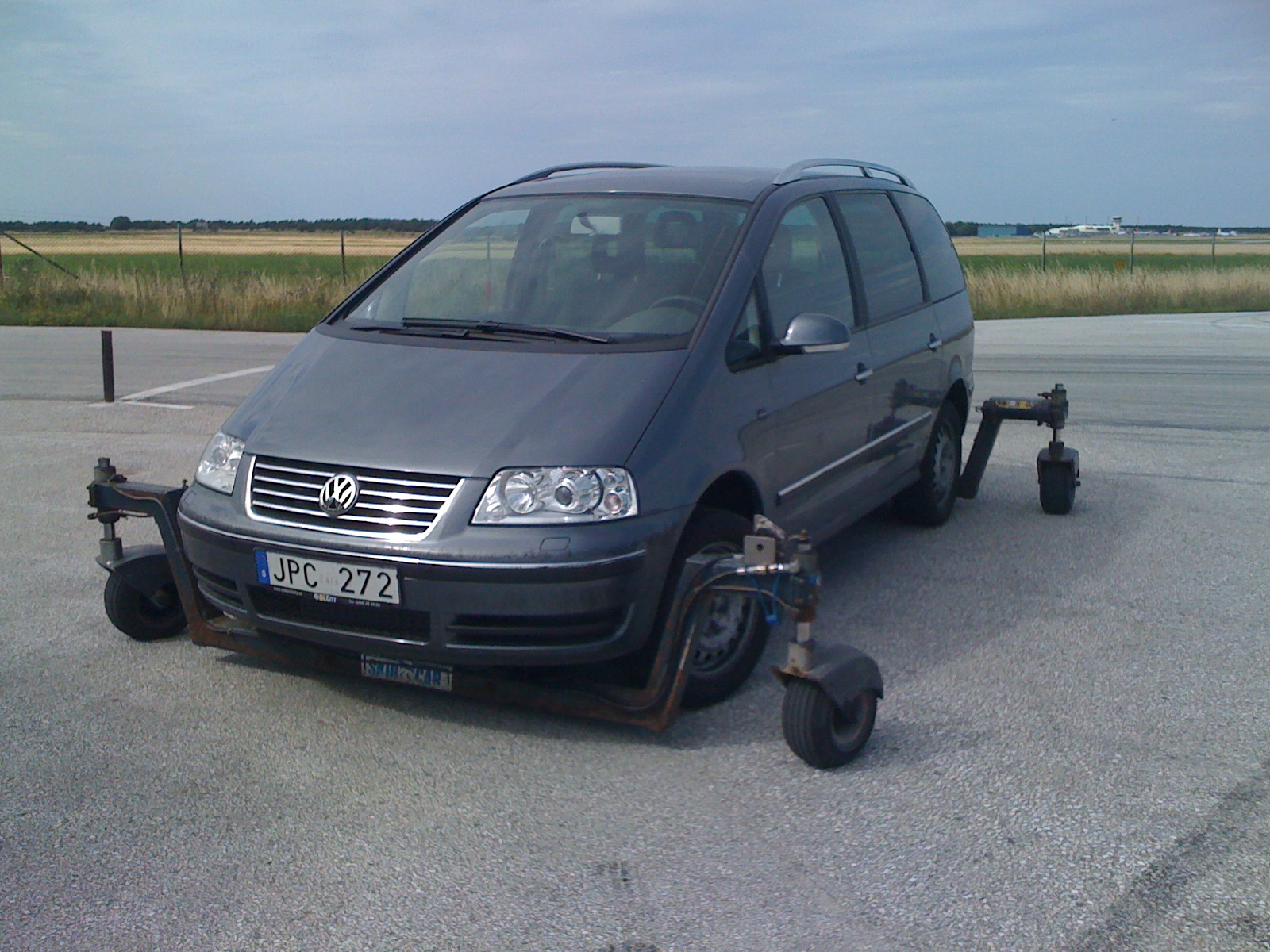
En Volkswagen Sharan med SkidCar-system. SkidCar-systemet används för att simulera halka och sladd och används vid en del halkkörningar, men inte alla. Här parkerad på Gotlands halkkörningsbana, nära Visby flygplats.

Halkkörning är ett obligatoriskt moment vid körkortsutbildning för personbil. Man får pröva på att köra bil på halt väglag och att bromsa kraftigt, både vid halt väglag och vid torrt väglag. Oftast sker panikbromsningen både med ABS-bromsarna inkopplade och utan ABS-funktion. Man ska också göra övningar som visar hur svårt det är att styra bilen i hög hastighet. En av de första halkbanorna var Olofströms trafikövningsplats. Det var Volvo i Olofström som byggde och startade halkbanan i samband med att det blev obligatoriskt med halkmomentet i Sverige. Halkkörningen är till skillnad från kunskapsprovet och förarprovet inte ett prov utan endast ett led i körkortsutbildningen. Halkkörning är numera en del av det obligatoriska momentet 'risktvåan'. En av de äldre och mer kända halkbanorna är Ring Knutstorp som ligger i Kågeröd mellan Landskrona och Helsingborg. Sedan 1979 har det bedrivits Halkkörning där. På Ring Knutstorp utbildar man med MINI Cooper bilar som är registrerade för gatbruk. Dvs bilarna är inte manipulerade eller ombyggda för att tappa kontrollen. Vitsen med detta är att ge rätt upplevelser och öka kunskapen.